# Прохоров Олексій Миколайович
Олексій Миколайович Прохоров (19 січня 1923 — 27 травня 2002) — радянський військовий льотчик, двічі Герой Радянського Союзу (1944). Генерал-майор авіації (1976).

## Біографія
Народився 19 січня 1923 в селі Рождественське (нині Поворинськського району Воронезької області). У 1940 році закінчив Борисоглєбський аероклуб.
З 1940 року в лавах Червоної Армії. Навчався в Балашовської військовій авіаційній школі пілотів, яку закінчив у 1942 році.
З березня 1943 року в діючій армії. Воював на Ленінградському, потім 3-му Білоруському фронтах. Був командиром ланки, ескадрильї. До листопада 1943 року командир ескадрильї 15-го Гвардійського штурмового авіаційного полку (277-ма штурмова авіаційна дивізія, 1-ша повітряна армія, 3-й Білоруський фронт) Гвардії капітан О. М. Прохоров зробив 180 бойових вильотів на штурмовку об'єктів ворога, за що 19 квітня 1945 року удостоєний звання Героя Радянського Союзу з врученням ордена Леніна і медалі «Золота Зірка» (№ 6126).
29 червня 1945 року за 238 бойових вильотів, скоєних до травня 1945 року, і нові бойові відзнаки командир ескадрильї гвардії капітан О. М. Прохоров нагороджений другою медаллю «Золота Зірка».
Після війни О. М. Прохоров успішно закінчив Червонопрапорну Військово-Повітряну академію в 1950 році, служив на командних посадах у ВПС. Потім був на викладацькій роботі, заступником начальника Вищого військово-авіаційного інженерного училища. З 1968 по 1975 і з 1979 року на викладацькій роботі у Військовій академії імені М. В. Фрунзе.
Генерал-майор авіації (1976). Жив у Москві. Помер 27 травня 2002. Похований на Троєкуровському кладовищі.

## Пам'ять
Бронзове погруддя О. М. Прохорова встановлено на батьківщині у Борисоглєбську. Почесний громадянин Борисоглєбська (1982).